# آرثر ديسرواسير
آرثر ديسرواسير هو سياسي كندي، ولد في 10 مارس 1884 في كلارينس-روكلاند في كندا، وتوفي في 7 يوليو 1951. نشط حزبياً في الحزب الليبرالي في أونتاريو ‏. وقد انتخب عضو برلمان مقاطعة أونتاريو ‏.